# Елина Свитолина
Елина Свитолина (укр. Еліна Михайлівна Світоліна) је украјинска тенисерка, рођена 12. септембра 1994. у Одеси у Украјини. У досадашњој каријери је освојила тринаест турнира у појединачној конкуренцији, укључујући ВТА првенство и четири Обавезних Премијер / Премијер 5 турнира. Најбољи пласман на ВТА ранг листи јој је треће место.

## Каријера
Професионалну каријеру је започела у 2010. години, Свитолина се налази на четвртом месту од 14. августа 2017, што јој је најбољи пласман у каријери.
Освојила је осам ВТА титула, највећи турнири које је освојила су из категорије Премијер 5, Дубаи и Рим у 2017. Године 2015. на Ролан Гаросу је играла своје прво гренд слем четвртфинале где је поражена од Ане Ивановић. У фебруару 2017. године, након што је освојила титулу у Дубаију, Свитолина је ушла у историју поставши прва украјинска играчица која се пробила у првих 10 на ранг листи.
Током каријере, Свитолина је остварила победе над гренд слем шампионкама као што су: Ана Ивановић, Серена Вилијамс, Анџелик Кербер, Гарбиње Мугуруза и Петра Квитова.

## Учешће на гренд слем турнирима
| Турнир           | 2011 | 2012 | 2013 | 2014 | 2015 | 2016 | 2017 | 2018 | Осв/Игр | Поб/Пор |
| ---------------- | ---- | ---- | ---- | ---- | ---- | ---- | ---- | ---- | ------- | ------- |
| Аустралијан Опен | A    | A    | 1К   | 3К   | 3К   | 2К   | 3К   | ЧФ   | 0 / 6   | 11–6    |
| Ролан Гарос      | КВ1  | КВ2  | 2К   | 2К   | ЧФ   | 4К   | ЧФ   | 3К   | 0 / 6   | 15–6    |
| Вимблдон         | A    | КВ1  | 1К   | 1К   | 2К   | 2К   | 4К   | 1К   | 0 / 6   | 5–6     |
| УС Опен          | A    | 1К   | 2К   | 1К   | 3К   | 3К   | 4К   | 4К   | 0 / 7   | 11–7    |
| Победе–Порази    | 0–0  | 0–1  | 2–4  | 3–4  | 9–4  | 7–4  | 12-4 | 9–4  | 0 / 25  | 42-25   |